# لیپیه (ییگ)
لیپیه (به صربی: Liplje) یک منطقهٔ مسکونی در صربستان است که در ییگ واقع شده‌است.